# Янишевский, Дмитрий Эрастович
Дмитрий Эрастович (Ерастович) Янише́вский (5 [17] февраля 1875, Казань, Российская империя — 22 декабря 1944, Ленинград, СССР) — русский и советский геоботаник и морфолог растений.

## Биография
Родился 5 (17) февраля 1875 года в Казани в семье городского головы Казани, профессора математики Эраста Петровича Янишевского. Учился на естественно-научном отделении физико-математического факультета Казанского университета, после окончания преподавал там в звании приват-доцента.
В 1903 году проводил флористические исследования в Сенгилеевских горах Приволжской возвышенности.
Летом 1905 года посетил  посёлок Уил (Уильское укрепление) Темирского уезда Уральской области и его окрестности, где в районе Аксая и Акшатау изучал цветок  Наголоватка киргизская (Jurinea kirghisorum).
В 1909 году стал лаборантом на кафедре ботаники Саратовского университета, с 1910 года Дмитрий Эрастович был приват-доцентом, вёл курс фармако-ботанической методики, с 1914 по 1931 — курс ботаники на высших сельскохозяйственных курсах. С 1916 по 1931 Янишевский был профессором и заведующим кафедрой морфологии и систематики растений. В 1918—1924 преподавал в Саратовском ветеринарном институте, перевезённом из Тарту.
Ездил в экспедиции в Уральскую и Тургайскую области, в Симбирскую, Самарскую, Саратовскую, Пермскую, Астраханскую, Казанскую губернии, на озёра Эльтон, Индер.
С 1921 по 1926 Дмитрий Эрастович руководил Саратовским обществом естествоиспытателей, также был председателем и одним из основателей Юго-восточного ботанического общества. С 1923 года Янишевский был членом-корреспондентом Центрального бюро краеведения.
С 1932 года Д. Э. Янишевский работал старшим научным сотрудником отдела экспериментальной ботаники Ботанического института АН СССР. Был репрессирован, однако вскоре освобождён.
Умер в Ленинграде 22 декабря 1944 года от рака пищевода.

## Некоторые научные работы
- Луковичные мятлики и узколистные осоки засушливых областей Союза ССР (экологический очерк)
- Конопля на сорных местах юго-восточной Европы
- К биологии тюльпана
- К истории жизни тюльпанов на Нижней Волге
- Набросок монографии европейских мирмекохорных pp. R. Sernander'a

## Виды, названные в честь Д. Э. Янишевского
- Astragalus janischevskyi Popov, 1923 [= Astragalus farctissimus Lipsky, 1910]
- Ranunculus janischevskyi Tzvelev, 1995 — Лютик Янишевского